# Grobla (Mołodycz)
Grobla – część wsi Mołodycz w Polsce położona w województwie podkarpackim, w powiecie jarosławskim, w gminie Wiązownica, w sołectwie Mołodycz.
W latach 1975–1998 miejscowość położona była w województwie przemyskim.